# Magnolia xinganensis
Magnolia xinganensis är en magnoliaväxtart som beskrevs av Hans Peter Nooteboom. Magnolia xinganensis ingår i släktet Magnolia och familjen magnoliaväxter. Inga underarter finns listade i Catalogue of Life.